# Georgien ved sommer-OL 2024
Georgien deltog i sommer-OL 2024 i Paris, Frankrig, fra den 26. juli til den 11. august 2024.
Udøvere for Georgien vandt totalt syv medaljer.

## Medaljer
| 2024 Paris | Guld | Sølv | Bronze | Total |
| Georgien   | 3    | 3    | 1      | 7     |

### Medaljevinderne
| Georgien under sommer-OL 2024 i Paris | Georgien under sommer-OL 2024 i Paris | Georgien under sommer-OL 2024 i Paris | Georgien under sommer-OL 2024 i Paris | Georgien under sommer-OL 2024 i Paris |
| Medalje                               | Navn                                  | Sport                                 | Event                                 | Dato                                  |
| ------------------------------------- | ------------------------------------- | ------------------------------------- | ------------------------------------- | ------------------------------------- |
| Guld                                  | Lasha Bekauri                         | Judo                                  | Men's 90 kg                           | 31. juli                              |
| Guld                                  | Geno Petriashvili                     | Brydning                              | Men's freestyle 125 kg                | 10. august                            |
| Guld                                  | Lasha Talakhadze                      | Vægtløftning                          | Men's +102 kg                         | 11. august                            |
| Sølv                                  | Tato Grigalashvili                    | Judo                                  | Men's 81 kg                           | 30. juli                              |
| Sølv                                  | Ilia Sulamanidze                      | Judo                                  | Men's 100 kg                          | 1. august                             |
| Sølv                                  | Givi Matcharashvili                   | Brydning                              | Men's freestyle 97 kg                 | 11. august                            |
| Bronze                                | Lasha Guruli                          | Boksning                              | Herrernes letvægt                     | 4. august                             |